# 紧急管理服务
紧急管理服务（Emergency Management Services，EMS）是现代Microsoft Windows版本在bootloader菜单上提供的一个RS-232可访问串行控制台接口。
在安装Windows Server 2003系统时，如果BIOS串行控制台重定向已支持并预先启用，则EMS被默认启用。否则，同Windows XP，需要使用下列命令启用：
```
bootcfg /ems on /port com1 /baud 9600 /id 1
```

在Windows Vista上，输入下列命令启用，{default}替换为BCDedit中的OS项：
```
BCDedit /bootems {default} ON
```

在Windows Vista中，串行端口设置、波特率和端口ID可使用下列命令访问和修改：
```
BCDedit /emssettings EMSPORT:(port) EMSBAUDRATE:(rate)
```

在Windows Server 2003上，这还启动一个名为特殊管理控制台（Special Administration Console，SAC）的系统控制台，允许在操作系统运行期间操作无头服务器。